# Mastermind (álbum)
Mastermind é o sexto álbum de estúdio do rapper norte-americano Rick Ross, lançado a 3 de Março de 2014 através da Maybach Music Group, Slip-n-Slide Records e Def Jam Recordings. O disco estreou na primeira posição da tabela musical Billboard 200, com 179 mil unidades vendidas na semana de estreia.

## Desempenho nas tabelas musicais

### Posições
| Tabela musical (2014)                         | Melhor posição |
| --------------------------------------------- | -------------- |
| Austrália - ARIA Albums Chart                 | 11             |
| Bélgica - Ultratop 50 (Flandres)              | 41             |
| Canadá - Canadian Albums                      | 5              |
| Dinamarca - Hitlisten                         | 39             |
| Estados Unidos - Billboard 200                | 1              |
| Estados Unidos - Billboard R&B/Hip-Hop Albums | 1              |
| Estados Unidos - Billboard Tastemaker Albums  | 5              |
| Países Baixos - Mega Album Top 100            | 68             |
| Reino Unido - UK Albums Chart                 | 11             |
| Reino Unido - UK R&B Albums Chart             | 2              |
| Suíça - Schweizer Hitparade                   | 20             |